# Đại học Calcutta
Đại học Calcutta (University of Calcutta) là một trường đại học công lập tọa lạc tại thành phố Kolkata, Tây Bengal, Ấn Độ. Nó được thành lập vào ngày 24 tháng 1 năm 1857, và là một trong những tổ chức giáo dục đầu tiên ở châu Á được thành lập như một trường đại học đa ngành và kiểu phương Tây. Ở Ấn Độ, trường được công nhận là "Đại học năm sao" và được Hội đồng đánh giá và công nhận quốc gia công nhận là hạng "A". Đại học Calcutta đã được UGC trao tặng danh hiệu "Trung tâm có tiềm năng xuất sắc trong khu vực đặc biệt" và "Đại học có tiềm năng xuất sắc" của UGC.
Trường đại học có tổng cộng mười bốn cơ sở trải rộng trên thành phố Kolkata và các vùng ngoại ô. Tính đến năm 2012, 136 trường cao đẳng được liên kết với nó. Trường đại học đã có vị trí thứ năm trong số các trường Đại học Ấn Độ trong danh sách "Xếp hạng Đại học Ấn Độ 2019" uy tín, được phát hành bởi NIRF của Bộ Phát triển Nguồn Nhân lực, Chính phủ Ấn Độ.
Cựu sinh viên và giảng viên của nó bao gồm một số nguyên thủ quốc gia, người đứng đầu chính phủ, nhà cải cách xã hội, nghệ sĩ nổi tiếng, người duy nhất giành giải thưởng học viện và người giành huy chương Dirac ở Ấn Độ, nhiều giải thưởng của Hiệp hội Hoàng gia và năm người đoạt giải Nobel vào năm 2019, cao nhất ở Nam Á. Trường đại học này có số lượng sinh viên cao nhất đã vượt qua kỳ thi tuyển sinh tiến sĩ về Khoa học tự nhiên & Nghệ thuật do Kỳ thi đủ điều kiện quốc gia của Chính phủ Ấn Độ thực hiện để đủ điều kiện theo đuổi nghiên cứu với học bổng toàn phần do Chính phủ Ấn Độ trao tặng. Đại học Calcutta cũng là thành viên của tổ chức Tác động học thuật Liên Hợp Quốc (United Nations Academic Impact).